# Grajdul Vesel
Grajdul Vesel (titlu original: Barnyard) este un film de animație și comedie din anul 2006 produs de studioul Nickelodeon Movies. Este regizat și scris de Steve Oedekerk, Vocile sunt asigurate de Kevin James, Courteney Cox, Sam Elliott, Danny Glover, Wanda Sykes, Andie MacDowell, și David Koechner.

## Distribuție
- Kevin James - Otis
- Courteney Cox - Daisy
- Sam Elliott - Ben
- Danny Glover - Miles
- Wanda Sykes - Bessie
- Andie MacDowell - Etta
- David Koechner - Dag
- S. Scott Bullock - Eddy
- Maurice LaMarche - Igg
- John DiMaggio - Bud
- Jeff Garcia - Pip
- Tino Insana - Pig
- Dom Irrera - Duke
- Cam Clarke - Freddy
- Rob Paulsen - Peck
- Lloyd Sherr - Everett
- Madeline Lovejoy - Maddy
- Steve Oedekerk - Eugene Beady
- Maria Bamford - Mrs. Beady
- Fred Tatasciore - The Farmer